# آقا و خانم اسمیت (فیلم ۲۰۰۵)
آقا و خانم اسمیت (به انگلیسی: Mr. & Mrs. Smith) یک فیلم کمدی اکشن آمریکایی محصول سال ۲۰۰۵ به کارگردانی داگ لیمان و نویسندگی سیمون کینبرگ است. در این فیلم برد پیت و آنجلینا جولی در نقش یک زوج متأهل از طبقه متوسط رو به بالا که فهمیدند آنها قاتلان آژانس‌های رقیب هستند و به آنها مأموریت داده شده‌است که یکدیگر را بکشند، به ایفای نقش پرداخته‌اند. آقای و خانم اسمیت علاوه بر موفقیت در باکس آفیس، سرآغاز یک رابطه شخصی برای پیت و جولی بود.
این فیلم در ۱۰ ژوئن ۲۰۰۵ در ایالات متحده اکران شد. نقدهای متفاوتی از منتقدان دریافت کرد، اما از آن زمان تاکنون ۴۸۷٫۳ میلیون دلار در سراسر جهان فروخته‌است.

## خلاصهٔ داستان
جان و جین اسمیت برای رد گم کردن و برای این‌که به‌عنوان مظنون در یک بمب‌گذاری در بوگوتای کلمبیا دستگیر نشوند، به‌شکل مصلحتی با هم ازدواج می‌کنند و بعد تصمیم می‌گیرند با هم زندگی کنند. اما رابطهٔ آن‌ها به‌زودی به سردی می‌گراید. آن‌ها در جلسات مشاورهٔ خانواده شرکت می‌کنند اما نمی‌توانند دلیل مشکلاتشان را کشف کنند. در ادامه ما متوجه می‌شویم که جان و جین دو قاتل حرفه‌ای هستند و در استفاده از انواع سلاحها متبحرند. سازمان‌هایی که هرکدام از آن دو را استخدام کرده‌اند رقیب و دشمن همدیگر هستند و جان و جین نیز از حرفهٔ یکدیگر خبر ندارند. آن‌ها به‌طور جداگانه مأمور می‌شوند تا یک شاهد را که شدیداً مورد محافظت است به قتل برسانند. آن دو هم‌زمان و بی‌خبر از یکدیگر دست به عملیات می‌زنند و در نتیجه نقشه‌های یکدیگر را خنثی می‌کنند، اما هر دو پی به هویت یکدیگر می‌برند. هرکدام از آن دو فکر می‌کنند که دیگری برای سرپوش گذاشتن بر اعمال تبهکارانهٔ خود دست به ازدواج زده‌است. به هرکدام از آن دو دستور داده می‌شود تا دیگری را ظرف ۴۸ ساعت نابود کند. طی یک تیراندازی سنگین، آن دو به‌طور سطحی زخمی می‌شوند و خانه‌شان نیز ویران می‌شود. اما علاقهٔ آنان به هم مانع این می‌شود که همدیگر را به قتل برسانند. صبح روز بعد، آدمکش‌های هر دو سازمان به سراغ جان و جین اسمیت می‌آیند تا آن‌ها را به قتل برسانند. جان و جین موفق می‌شوند شاهدی را که قبلاً درصدد کشتنش بودند اسیر کنند. اما در نهایتِ تعجب درمی‌یابند که این شاهد تنها یک طعمه بوده و مسئولان دو سازمانِ تبهکاری از ابتدا می‌خواستند کاری کنند که جان و جین همدیگر را بکشند. سرانجام جان و جین موفق می‌شوند تا تمام تبهکاران را نابود کنند. بعد از اتمام این ماجراها آن دو حس تازه‌ای نسبت به یکدیگر پیدا می‌کنند.

## بازیگران
- برد پیت در نقش جان اسمیت
- آنجلینا جولی در نقش جین اسمیت
- وینس وان در نقش ادی
- آدام برودی در نقش بنجامین
- کری واشینگتن در نقش جسمین
- کیث دیوید در نقش پدر
- کریس وایتز در نقش مارتین کلمن
- میشل موناهن در نقش گوئن
- استفانی مارچ در نقش جولی
- جنیفر موریسون در نقش جید
- پری ریوز در نقش جسی
- ویلیام فیکنر در نقش دکتر وکسلر، مشاور ازدواج
- آنجلا باست به عنوان صداپیشه رئیس آقای اسمیت

## زمینه
سیمون کینبرگ، نویسنده، پس از گوش دادن به صحبت‌های چند نفر از دوستانش که برای ازدواج تحت درمان و مشاوره بودند، ایده این فیلم به ذهنش خطور کرد. کینبرگ متوجه شد که توصیف آن‌ها «پرخاشگرانه و مزدورانه» به نظر می‌رسد و او فکر کرد که این یک الگوی جالب برای یک رابطه درون یک فیلم اکشن خواهد بود.

## بازخوردها
وب‌سایت جمع‌آوری نقد و بررسی راتن تومیتوز به آقای و خانم اسمیت بر اساس ۲۱۲ بررسی، با میانگین امتیاز ۶ از ۱۰، امتیاز ۵۹ درصدی را ارائه کرد. اجماع منتقدان سایت چنین می‌گوید: «اگرچه این اکشن-عاشقانه از نوشتن ضعیف و انفجارهای بیش از حد رنج می‌برد، شیمی ایجاد شده توسط زوج پیت و جولی روی صفحه به اندازه‌ای قابل لمس است که این فیلم را به یک فیلم اکشن تابستانی کاملاً لذت‌بخش تبدیل کند». در متاکریتیک. این فیلم یک امتیاز عادی را به نقدهای منتقدان جریان اصلی اختصاص می دهد، این فیلم بر اساس رای ۴۱ منتقد، میانگین امتیاز ۵۵ از ۱۰۰ را دریافت کرده است که نشان دهنده "بررسی های مختلط یا متوسط" است. تماشاگرانی که توسط سینماسکور مورد بررسی قرار گرفتند به فیلم نمره متوسط «B+» در مقیاس A+ تا F دادند.

### گیشه
این فیلم در ۱۰ ژوئن ۲۰۰۵ در ایالات متحده و کانادا در ۳۴۲۴ سینما اکران شد. این فیلم در آخر هفته افتتاحیه خود با ۵۰٫۳۴۲٫۸۷۸ دلار در رتبه اول قرار گرفت. آقای و خانم اسمیت در آمریکای شمالی ۱۸۶٫۳۳۶٫۲۷۹ دلار به دست آوردند و مجموعاً ۴۷۸٫۲۰۷٫۵۲۰ دلار در سراسر جهان به دست آوردند. این فیلم پردرآمدترین فیلم برای هر دو سوپراستار برد پیت و آنجلینا جولی بود، اما بعداً توسط جنگ جهانی زد (۲۰۱۳) برای پیت و مالفیسنت (۲۰۱۴) برای جولی پیشی گرفت.